# 新崎盛善
新崎 盛善（あらさき せいぜん、1933年8月11日 - 2019年5月9日）は、日本の銀行家。

## 経歴
沖縄県出身。1958年に大阪商科大学商経学部を卒業し、同年に沖縄銀行に入行。1982年6月に取締役に就任し、1985年6月に常務、1988年6月に専務を経て、1993年6月に頭取に就任。1998年6月に会長に就任し、2002年6月には相談役に退いた。
2019年5月9日に老衰のために死去。85歳没。